# Luis Quiñones de Benavente

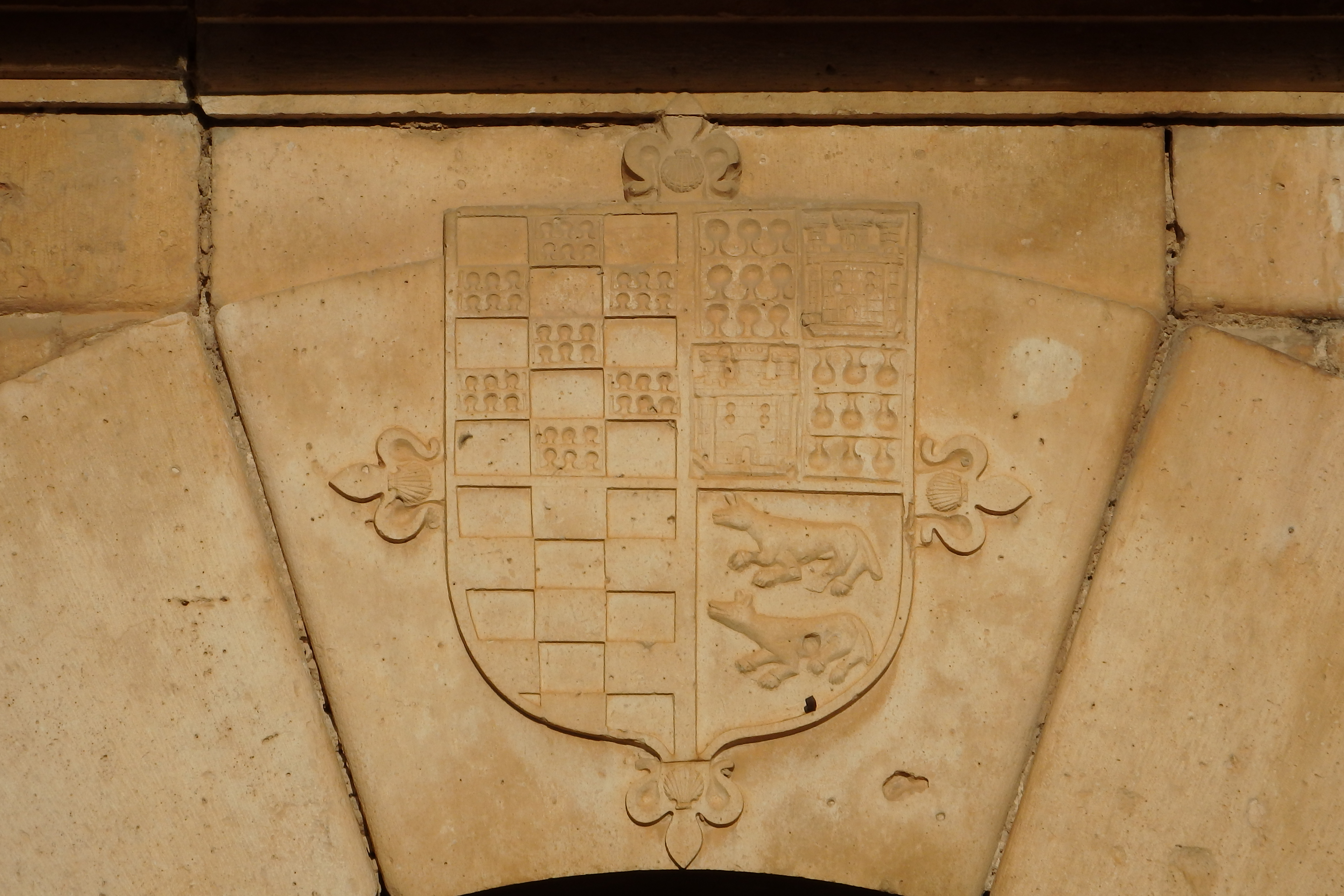
Escudo de la clave del arco de la Casa del Cura de Valdelaguna

Luis Quiñones de Benavente o de Benavente y Quiñones según las fuentes, perteneciente al linaje Quiñones de Benavente (Toledo, 20 de mayo de 1581-Madrid, 25 de agosto de 1651) fue un reconocido entremesista del Siglo de Oro español.

## Biografía
Nació y vivió en Toledo prácticamente hasta 1617. Se hizo clérigo muy joven, en 1598, y se ordenó de mayores en 1612 para gozar beneficios eclesiásticos que algunos familiares habían instituido en su nombre. Fue amigo de Lope de Vega, pero no participó excesivamente en la vida cultural del entorno, aunque intervino en la Academia de Fuensalida en 1602 o 1603, y en un certamen poético dedicado a San Ignacio de Loyola en 1609. Trasladado a la Corte en 1617, participó en academias, como la del Buen Retiro en 1637 y 1638, años en los que alcanzó el apogeo de su celebridad como entremesista, o en las del contador real Agustín de Galarza, o en la de la parroquia madrileña de Santa María Magdalena, para cuya cofradía del Santísimo Sacramento compuso gran número de versos jocosos. Fue capellán de Diego Contreras en 1640, fecha en la que se retiró del teatro. Por lo visto, durante el reinado de Felipe III fue un alegre compositor de bailes y seguidillas, por lo cual fue caricaturizado por Francisco de Quevedo en su Infierno enmendado (1628), donde aparece como "Poeta de los pícaros" y es acusado de llenar las bocas de las lavanderas y ganapanes con todo tipo de sones y canciones que nada significan. Otorgó testamento en 1651 y ese mismo año murió. Fue alabado por Lope de Vega en su Laurel de Apolo, por Juan Pérez de Montalbán en su Para todos y por Tirso de Molina en sus Cigarrales de Toledo.

## Obra
Destacó sobre todo en el género conocido como entremés, en el cual fue tenido en su tiempo como máximo modelo. Recibió las órdenes sagradas y fue amigo de Félix Lope de Vega. Poseía un gran genio satírico y dotes de fino observador que hacen de él un predecesor del costumbrismo decimonónico; también posee una notable vis cómica. 
Fue el primero en escribir entremeses en verso con partes cantadas, costumbre que luego se generalizó. Sin embargo, sus personajes no pasan de ser tipos sociales, frente a la aguda caracterización de que hacen gala los creados por Cervantes. En 1645 vio la luz la primera colección de sus obras, agrupadas bajo el título Jocoseria. Burlas, veras o reprensión moral y festiva de los desórdenes públicos, aprobada por Vélez de Guevara y donde recoge 48 piezas. Sin embargo se calcula que llegó a componer hasta novecientas piezas dramáticas breves, incluyendo también loas y jácaras; de ellas Emilio Cotarelo y Mori llegó a reunir 142; se supone que las demás se han perdido o corren sin nombre seguro de autor.
Quiñones fue uno de los autores más copiados e imitados del siglo XVII. La vista de la cárcel es el patrón de El alcalde Ardite, atribuido a Francisco de Rojas Zorrilla; El borracho fue imitado por don José Julián de Castro en El gato. Los muertos vivos sirvieron de argumento a Francisco Bernardo de Quirós para su entremés del mismo título; El remediador sirvió a Ramón de la Cruz para su sainete El hambriento; Los mariones son el precedente de Los maricones burlados de Gil López Armesto y Castro; La hechicera es semejante a Los putos, de Jerónimo de Cáncer y Velasco.